# Zubovac
Zubovac (en serbe cyrillique : Зубовац) est un village de Serbie situé sur le territoire de la Ville de Kruševac, district de Rasina. Au recensement de 2011, il comptait 162 habitants.

## Démographie
| 1948 | 1953 | 1961 | 1971 | 1981 | 1991 | 2002 | 2011 |
| ---- | ---- | ---- | ---- | ---- | ---- | ---- | ---- |
| 315  | 323  | 339  | 319  | 297  | 280  | 214  | 162  |

|  |